# Luis Ubiña
Luis Ubiña (* 7. Juni 1940 in Cerro, Montevideo; † 17. Juli 2013) war ein uruguayischer Fußballspieler.

## Vereinskarriere
Der El Peta genannte Ubiña wurde im montevideanischen Barrio Cerro geboren und begann in den Jugendmannschaften des Club Atlético Cerro mit dem Fußballspielen. Im Alter von 15 Jahren wechselte er dann zu den Rampla Juniors, wo er schließlich auch in der Primera División debütierte. 1964 wurde er mit jenem Verein uruguayischer Vizemeister. 1967 schloss er sich dann Nacional an. Dort spielte er bis 1974 und konnte in dieser Zeit viermal den uruguayischen Landesmeistertitel mit seiner Mannschaft gewinnen (1969, 1970, 1971, 1972). Zudem feierte er mit Nacional 1971 den Titelgewinn bei der Copa Libertadores und auch der Sieg im Weltpokal war in diesem Jahr zu verzeichnen. Ein Jahr später sicherte sich sein Verein zudem den Copa Interamericana. Mindestens während der Zeit des Copa Libertadores-Triumphs wirkte Ubiña dabei als Kapitän der Mannschaft.

## Nationalmannschaft
Der Abwehrspieler war Mitglied der uruguayischen Fußballnationalmannschaft, mit der er an der Fußball-Weltmeisterschaft 1966, sowie am Turnier 1970 teilnahm und die jeweiligen WM-Qualifikationsrunden für die Weltmeisterschaften 1966, 1970 und 1974 bestritt. Insgesamt absolvierte er für sein Heimatland von seinem Debüt am 3. Januar 1965 bis zu seinem letzten Einsatz am 8. Juli 1973 33 Länderspiele, bei denen er einmal ins gegnerische Tor traf.

## Nach der Karriere
1974 beendete Ubiña seine aktive Karriere und wurde von Nacionals damaligem Vereinspräsident Miguel Restuccia für eine anderweitige Tätigkeit im Parque Central verpflichtet. Später wirkte er auch als Präsident des Mutual Uruguaya de Futbolers Profesionales und war Verwalter des Parque Central. 2002 wurde Ubiña im Zuge von Kostensenkungsmaßnahmen seines vormaligen Vereins entlassen. Mittlerweile lebt er, an vom Zigarrenkonsum verursachten gesundheitlichen Problemen in den Beinen leidend, mit seiner Frau und seiner Schwiegermutter in seinem Haus in Cerro und verbringt regelmäßig Zeit in seinem Sommerhaus in Santa Lucía del Este.